# عائلة كليرك
عائلة كليرك هي عائلة تاريخية من غانا أنتجت عددًا من العلماء ورجال الدين الرائدين في ساحل الذهب. كان أفراد عائلة كليرك، الذين كانوا يسكنون غالبًا العاصمة الغانية أكرا، من المسيحيين البروتستانت تقليديًا، ومنتمين إلى الكنيسة المشيخية. تنتمي أسرة كليرك أساسًا إلى شعب «غا» الساحلي في أكرا، ولها نسب أوروبي/أفريقي/كاريبي، ينحدر من أصول جامايكية وألمانية ودانماركية.

## التاريخ
تأسست عائلة كليرك على يد ألكسندر وورثي كليرك (1820-1906) وهو مبشر جامايكي مورافي وصل إلى محمية كريستيانسبورغ الدنماركية - ضاحية «أوسو» في أكرا الواقعة في ساحل الذهب، غانا الآن، في أحد الفصح الموافق 16 أبريل 1843. كان كليرك جزءًا من المجموعة الأولى المكونة من 24 مبشرًا من المستوطنين في الهند الغربية عملوا تحت رعاية جمعية «بازل» التبشيرية الإنجيلية في مدينة بازل في سويسرا. كانت فيرفيلد مسقط رأس إيه. دبليو. كليرك، وهي بلدة تقع في أبرشية مانشستر في جامايكا. سنة 1848، تزوج باولين هيس (1831-1909)، وهي تاجرة من عائلة هيس البارزة ذات الأصل المختلط بين شعب غا وأوروبا من أوسو أمانترا.
كان ألكسندر كليرك أيضًا رائدًا للمبشرين في الكنيسة المشيخية في غانا، وكان زعيمًا للتعليم في غانا المستعمرة، إذ شارك في إنشاء مدرسة متوسطة داخلية للبنين، تعرف بمدرسة «سيلم»، في أوسو عام 1843. قدّم كليرك ومبشرون آخرون من غرب الهند شتلات نباتات جديدة مثل البريدفروت والجوافة والكمثرى إلى الاقتصاد الغذائي للساحل الذهبي وكانت حصيلتهم المثمرة عاملًا أساسيًا في توسيع نطاق علوم وممارسة التعليم الزراعي في البلد.
خلال الحقبة الاستعمارية، كان أفراد عائلة كليرك من بين مجموعة من المفكرين اللامعين، الذين كانوا غالبًا يسكنون المناطقِ الساحلية في غانا، وبرزوا في الفنون والعلوم، وامتد تأثيرهم إلى أجيال متعددة. خارج الأوساط الأكاديمية، كانت الأسرة أيضًا نشطة في المناصب العليا في الحكومة، متضمنةً مجال الدبلوماسية. في القرنين التاسع عشر والعشرين، سيطر العديد من الشخصيات البارزة من أسرة كليرك على مجالات مختلفة من الحياة العامة في مجتمع ساحل الذهب، ثم في غانا الحديثة، فقدموا إسهامات اجتماعية وعلمية كبيرة ورائدة في اقتصاد المعرفة المحلي والإقليمي عبر نمو الهندسة المعمارية وتنمية الكنائس والخدمة المدنية والتعليم والصحافة والطب والعلوم الطبيعية والإدارة العامة والصحة العامة والسياسة العامة والتخطيط الحضري. ارتبطت أسرة كليرك بالزواج من عدة أسر أصلية مرموقة من أسر غا في أكرا، مثل أسر أدوم ونيكوي وأودامتن وأولينو وكواو وساي وغيرها.
بعض عائلات ساحل الذهب ذات الشهرة التاريخية، غالبًا من جنوب غانا، من أعراق أكيم وأنلو إيوي وفانتي وغا، التي ازدهرت في العديد من الأنشطة الفكرية خلال هذه الفترة، تشمل عائلة بايتا وبارتلز وبرو وكاسلي-هايفورد وإيسمون وغبيهو وأوفوري-عطا. في سياق أوسع، كان عصر النشاط الإبداعي، الذي اتسم بتدفق كبير من الإنجاز التعليمي، عاملًا محفزًا ساعد على استقلال البلاد من أهل الفكر في ساحل الذهب. كان من الأشخاص المتعلمين الآخرين أُدباء أكرا، الذين ارتبطوا بالزواج، وكذلك التجارة والبيع والشراء على طول ساحل الذهب، مثل أسرة بانرمان وبروس وهوتون ميلز ومير وكويست وريندورف وفاندربويجي. كان بعض المعلمين الآخرين مثل هول وميلر يسكنون في «أكان» شبه الحضرية النائية.

## أعضاء مرموقون
من بين الشخصيات البارزة في أسرة كليرك عبر الأجيال المتعاقبة ما يلي:
الجيل الأول
- ألكسندر وورثي كليرك (1820-1906)، وهو مبشر مورافي جامايكي، ومدرس ورجل دين، وقد كان مؤسس عائلة كليرك في أكرا.[11][12]

الجيل الثاني
- نيكولاس تيموثي كليرك (1862-1961)، عالم اللاهوتية والمبشر الرائد الذي تلقى تدريبه من بازل، كان نيكولاس أول فرد من عائلة كليرك يُنتخَب لرئاسة الكنيسة المشيخية للساحل الذهبي في الفترة 1918-1932. كان الأب المؤسس للمدرسة الثانوية للأولاد، التي كانت تُعرَف بالمدرسة الثانوية للبنين المشيخيين، التي تأسست سنة 1938.[21]

الجيل الثالث
- كارل هنري كليرك (1895-1982) كان معلمًا للزراعة ومديرًا وصحفيًا ومحررًا وراعيًا للكنيسة، وهو رابع فرد من عائلة كليرك يترأس الكنيسة المشيخية للساحل الذهبي في الفترة 1950-1954. وفي الفترة 1960-1963، كان أيضًا محررًا لصحيفة الرسول المسيحي، التي أسستها بعثة بازل سنة 1883، بوصفها المنشور الإخباري للكنيسة المشيخية في غانا.[30][31][32]
- جاين إليزابيث كليرك (1904-1999) كانت معلمة في المدرسة وامرأة رائدة في إدارة التعليم في الساحل الذهبي.[33][34]
- ثيودور شيلتيل كليرك (1909-1965) كان أول مهندس معماري غاني مدرب رسميًا، ومعتمد محترفًا في ساحل الذهب، حصل على جائزة روتلاند من الأكاديمية الأسكتلندية الملكية سنة 1934. كان كليرك مستشارًا للرئيس الأول لغانا، «كوامي نكروما»، وكبيرًا للمهندسين المعماريين ومخططًا للمدينة، وأول رئيسٍ تنفيذي لشركة تيما للتنمية، وهو المنصب الذي خطط من خلاله عاصمة تيما المستقلة وصممها وطورها، التي يقع فيها أكبر ميناء بحري في غانا، ميناء تيما. وكان عضوًا في المعهد الملكي للمهندسين المعماريين البريطانيين ومعهد تخطيط المدن الملكي. سنة 1964، أصبح ثيودور كليرك أول رئيس لأول جمعية مهنية وطنية، وهي معهد غانا للمهندسين المعماريين، الذي بدأ سنة 1963، بهدف تعزيز الممارسة المعمارية في غانا وتعليمها وكفاءتها.[35][36][37][38]
- ماتيلدا جوهانا كليرك (1916-1984) هي ثاني غانيّة ورابع امرأة في غرب أفريقيا تعمل طبيبة. وكانت أم. جاي. كليرك أول امرأة غانيّة تفوز بمنحة دراسية في أي مجال عن الجدارة الأكاديمية للتعليم الجامعي في الخارج، وأول امرأة في غانا وغرب أفريقيا تلتحق بمدرسة الدراسات العليا وتحصل على دبلوم دراسات عليا. إضافةً إلى ذلك، كانت ثاني غانيّة وخامس امرأة في غرب أفريقيا تسجل للحصول على شهادة البكالوريا.[39][40][41][42][43][44][45][46][47][48]

الجيل الرابع
- نيكولاس تيموثي كليرك (1930-201) كان أكاديميًا ومديرًا ووزيرًا مشيخيًا شغل منصب رئيس معهد (جي آي أم بي إيه)، وهو أول كلية في غانا للدراسات العليا في السياسة العامة والإدارة العامة والحكم أو فن إدارة الدولة. وكان أيضًا نائب رئيس لجنة الخدمات العامة في غانا ورئيس لجنة الخدمات العامة في أوغندا في الفترة 1989-1990.[49][50][51]
- كان جورج كارفر كليرك (1931-2019) عالم نبات ورائدًا في علم أمراض النبات في غانا وغرب أفريقيا. وأصبح أستاذًا في جامعة غانا في ليجون وزميلًا في أكاديمية غانا للفنون والعلوم. وبعد انتخابه سنة 1973، ركز أبحاثه على علم البيئة، وعلم الأورام، وعلم الأمراض النباتية للنباتات الأصلية في غانا وغرب أفريقيا.[52][53][54][55][56][57][58]
- باولين ميراندا كليرك (1935-2013) كانت موظفةً مدنيةً ودبلوماسيةً ومستشارةً رئاسيةً.[59][60][61]
- ألكساندر آدو كليرك (ولد عام 1947) هو أكاديمي ومتخصص في طب النوم وطبيب نفسي وزميل في الأكاديمية الأمريكية لطب النوم، وقد أصبح مدير أول عيادة طبية للنوم في العالم، حيث أسس مركز ستانفورد لعلوم وطب النوم في الفترة 1990-1998.[62][63][64][65][66][67][68][69][70]

الجيل الخامس
- نيكولاس تيموثي كليرك الابن (وُلد سنة 1963) هو خبير استشاري في أمراض النساء والتوليد متخصص في أمراضِ النساء المنتقلة. وهو محاضر طبي وزميل في الكلية الملكية لأطباء التوليد وأمراض النساء.[71][72][73]
- كانت كريستين ألكسندرا كليرك (1967-2017) طبيبة واختصاصية في علم الأوبئة، وقد ركزت على أبحاث وتشخيصات الملاريا، وصحة المراهقين وفيروس نقص المناعة البشرية لدى النساء الحوامل. وعملت عالمة أبحاث سريرية في مراكزِ أبحاث الصحة العامة في دودوا ونافرونغو، في الأوساط الأكاديمية في جامعة غانا، وليجون، وفي مؤسسة باث، وهي مؤسسة صحية عالمية في سياتل. كانت باحثة في مبادرة غيتس للسيطرة على الملاريا في معهد لندن للصحة والطب المداري.[74][75][76][77][78][79][80][81][82][83][84][85][86][87][88][89][90][91][92][93][94][95]